# Château de Porcaro
Le château de Porcaro est un édifice situé à Porcaro en France.

## Localisation
Le château est situé sur le territoire de la commune de Porcaro, dans le département du Morbihan en région Bretagne.

## Description
Château en moellon enduit de schiste, édifice à un étage carré et étage de comble, élévation ordonnancée.Toiture à longs pans recouverte d'ardoises, croupe, toit en pavillon, flèche polygonale. Escalier demi-hors-œuvre.

## Historique
Château propriété de la famille Porcaro en 1280 et au XVe siècle, Jehan Porcaro en 1480), puis de la famille Guiny en 1628, de la famille Sagazan en 1772, du vicomte Victor de La Haye de Plouër en 1836, de la famille Mesnard de Chousy et actuellement : Tyrac de Marcellus. Il s’agit en fait d’un ancien manoir reconstruit en 1875. L’édifice rectangulaire actuel est constitué d’une grosse aile carrée à gauche et d’une tourelle d’angle à droite.
Vestiges d'un ancien logis de la première moitié du XVIe siècle au nord de la cour. Communs construits dans le prolongement de ce logis au XVIIIe siècle. Construction du logis actuel en 1860 (date portée) , à l'ouest de la cour à l'emplacement d'un corps de bâtiment figuré sur les cadastres de 1813 et 1847,.
Le château est inscrit à l'inventaire général du patrimoine culturel.